# 伊阿姆柏
伊阿姆柏（希腊语：Ιάμβη）希腊神话中的一个老妇人（一说是司幽默的女神）。
根据希腊神话，伊阿姆柏是牧神潘和回声女神厄科的女儿，在厄琉息斯国王刻勒俄斯家里当女仆（一说是当王后墨塔涅拉的侍女）。农业女神得墨忒耳在寻找女儿珀耳塞福涅的路上经过厄琉息斯，并化身为一名老妇进入国王家中，被王后墨塔涅拉收留。墨塔涅拉安排女神做自己的儿子（一说是特里普托勒摩斯，一说是得摩丰）的保姆。刚刚失去女儿的得墨忒耳郁郁寡欢，但因为伊阿姆柏夸张的肢体动作和粗俗的笑话而开心起来。伊阿姆柏因此成了后世人们感谢的对象，被吸收进了得墨忒耳的秘密祭典（所谓厄琉息斯秘仪）。

## 资料来源
- 《神话辞典》，（苏联）M·H·鲍特文尼克等，统一书号：2017·304
- 《世界神话辞典》，辽宁人民出版社，ISBN 7-205-00960-X